# Strzelanina w supermarkecie w Eaton Township
Strzelanina w supermarkecie w Eaton Township – strzelanina, do której doszło 8 czerwca 2017 roku w supermarkecie Weis Markets w miejscowości Eaton Township w Pensylwanii w Stanach Zjednoczonych. Sprawcą był 24-letni youtuber i pracownik supermarketu Randy Stair. W strzelaninie zginęło trzech pracowników supermarketu i napastnik, który popełnił samobójstwo po dokonaniu zamachu.

## Przebieg
Napastnik przyjechał i wszedł do supermarketu Weis ok. 23:00 w nocy 7 czerwca, na kilka chwil przed tym, jak sklep miał zostać zamykany. Po wejściu sprawca poszedł na przeciwną stronę supermarketu i zablokował znajdujące się tam wyjście ewakuacyjne. Następnie przystąpił do swojej rutynowej pracy, jaką było porządkowanie półek w sklepie. O godz. 00:10 Stair opublikował na swoim koncie na portalu Twitter kilka linków do umieszczonych na platformie MediaFire zdjęć, filmów i wpisów, które przedstawiały jego plany na strzelaninę. Kiedy Stair skończył pracować ok. godz. 00:57 8 czerwca, zablokował wszystkie pozostałe wyjścia ewakuacyjne ze sklepu oraz główne wejście, a następnie wyciągnął z plecaka dwie strzelby typu Mossberg 500 i zaczął strzelać. Jako pierwszą zastrzelił kierującą pracami sklepu 26-letnią Victorię Brong. Następnie zaczął chodzić po całym supermarkecie, szukając kolejnych ofiar. Strzelił do trzech pracowników, zabijając dwóch z nich – 47-letniego Briana Hayesa i 63-letniego Terry’ego Lee Sterlinga. Trzecia pracownica, do której oddał strzały, Kristan Newell, zdołała uciec strzelcowi, chowając się w jednym z pomieszczeń dla pracowników i zadzwoniła pod numer alarmowy 911. Stair przez chwilę szukał jej po sklepie, po czym zaczął rzucać w różne miejsca wybuchowe zbiorniki z propanem, które chciał zdetonować strzałami, ale nie udało mu się to. Stair chwilę później wszedł do sklepowego działu z delikatesami i popełnił samobójstwo, strzelając sobie w głowę.
Strzelanina trwała 4 minuty. Sprawca oddał 59 strzałów. W strzelaninie zginęły 3 osoby oraz sprawca; nikt więcej nie został ranny.

## Ofiary strzelaniny[5]
- Victoria Brong (26 lat)
- Brian Hayes (47 lat)
- Terry Lee Sterling (63 lata)

## Sprawca
Sprawcą strzelaniny był 24-letni Randy Robert Stair, który był od siedmiu lat pracownikiem supermarketu, w którym dokonał masakry. Stair prowadził kanały w serwisie YouTube, był także aktywny na innych portalach w internecie, m.in. na Twitterze. Sprawca od kilku lat poprzedzających strzelaninę pisał w internecie i wspominał na filmach o swojej depresji i myślach samobójczych z powodu postrzeganego odrzucenia i nieudanego życia, a także z powodu zaburzeń tożsamości płciowej. Napastnik najprawdopodobniej cierpiał na zaburzenia psychotyczne. Stair był zafascynowany masowymi strzelaninami, w szczególności masakrą w Columbine High School i strzelaniną w szkole w Newtown. Stair był obecny na portalu YouTube od 2007 roku, ale tworzyć filmy zaczął rok później; jego filmy były w głównej mierze nastawione na żarty, które miały rozbawić widza, i vlogi. Od 2014 roku Stair przestał tworzyć tego rodzaju filmy i założył inny kanał, na którym wstawiał filmy animowane z uniwersum świata przedstawionego w kreskówce Danny Phantom emitowanej na kanale Nickelodeon. Wieczorem przed dokonaniem masakry wstawił ostatni film zatytułowany Westborough High Massacre / Goodbye (EGS) w którym została przedstawiona masakra szkolna dokonana przez postać przypominającą Staira i jedną z postaci z filmów animowanych. W filmie pojawiły się też zwłoki postaci przypominających Erica Harrisa i Dylana Klebolda – sprawców masowej strzelaniny w szkole w Columbine. Stair następnie próbował wyjaśnić swoje motywy, twierdząc, że strzelaniny dokonuje dlatego, żeby dostać się do świata z uniwersum Danny Phantom.